# Drysdalia rhodogaster
Espèce
Synonymes
- Alecto rhodogaster Jan, 1873
- Hoplocephalus collaris Maclay, 1887
- Pseudelaps minutus Fry, 1915

Statut de conservation UICN

 LC  : Préoccupation mineure
Drysdalia rhodogaster est une espèce de serpents de la famille des Elapidae.

## Répartition
Cette espèce est endémique de Nouvelle-Galles du Sud en Australie. 

## Publication originale
- Jan & Sordelli, 1873 : Iconographie Générale des Ophidiens. Atlas 1860-1881. Milan, Jan & Sordelli, (texte intégral).